# Taxicera deplanata
Taxicera deplanata – gatunek chrząszcza z rodziny kusakowatych i podrodziny rydzenic.

## Taksonomia
Gatunek ten opisany został po raz pierwszy w 1802 roku przez Johanna L.Ch.C. Gravenhorsta pod nazwą Aleochara deplanata.

## Morfologia
Chrząszcz o wydłużonym, grzbietobrzusznie spłaszczonym ciele długości od 1,9 do 2,4 mm. Ubarwienie ma rudobrązowe do ciemnobrązowego z nieznacznie rozjaśnionymi przedpleczem, pokrywami, wierzchołkiem odwłoka i nasadami czułków oraz z żółtobrązowymi odnóżami. Czułki są grubsze i krótsze niż u T. truncata, po rozprostowaniu nieprzekraczające tylnego brzegu przedplecza; człony w ich środkowej części są dwukrotnie szersze niż dłuższe, a człon wierzchołkowy jest krótszy niż dwukrotność jego szerokości. Większość włosków na przedpleczu i pokrywach ustawiona jest poprzecznie. Punkty na przedpleczu są znacznie większe i bardziej wypłaszczone niż na odwłoku. U samicy przedplecze ma powierzchnię błyszczącą, o słabo widocznym szagrynowaniu. Samiec nie ma ząbków na tylnej krawędzi szóstego tergitu.

## Ekologia i występowanie
Owad górski.
Gatunek palearktyczny, znany z Francji, Belgii, Niemiec, Szwajcarii, Austrii, Włoch, Polski, Czech, Słowacji, Ukrainy, Rumunii, Chorwacji i Gruzji. Na „Czerwonej liście gatunków zagrożonych Republiki Czeskiej” umieszczony jest jako gatunek zagrożony wymarciem (EN).